# Любжа (гміна, Прудницький повіт)
Гміна Любжа (пол. Gmina Lubrza) — сільська гміна у південно-західній Польщі. Належить до Прудницького повіту Опольського воєводства.
Станом на 31 грудня 2011 у гміні проживало 4392 особи.

## Площа
Згідно з даними за 2007 рік площа гміни становила 83.15 км², у тому числі:
- орні землі: 81.00%
- ліси: 10.00%

Таким чином, площа гміни становить 14.56% площі повіту.

## Населення
Станом на 31 грудня 2011:
| Опис     | Загалом | Загалом | Чоловіки | Чоловіки | Жінки | Жінки |
| -------- | ------- | ------- | -------- | -------- | ----- | ----- |
| одиниця  | осіб    | %       | осіб     | %        | осіб  | %     |
| все      | 4392    | 100     | 2144     | 48.82    | 2248  | 51.18 |
| міське   | 0       | 100     | 0        |          | 0     |       |
| сільське | 4392    | 100     | 2144     | 48.82    | 2248  | 51.18 |

## Сусідні гміни
Гміна Любжа межує з такими гмінами: Біла, Ґлоґувек, Прудник.